# Lijst van koningen van Italië
Dit is een lijst van koningen van Italië.

## Koningen in de middeleeuwen
Het koninkrijk Italië was de opvolger van het Longobardische Rijk.
| Naam                    | Periode     | Opmerkingen            |
|                         | 781 - 888   | Huis Karolingen        |
| ----------------------- | ----------- | ---------------------- |
| Pepijn                  | 781 - 810   |                        |
| Bernard                 | 813 - 817   |                        |
| Lodewijk I de Vrome     | 818 - 840   |                        |
| Lotharius I             | 840 - 855   |                        |
| Lodewijk II             | 855 - 875   |                        |
| Karel de Kale           | 875 - 877   |                        |
| Karloman                | 876 - 879   |                        |
| Karel de Dikke          | 880 - 888   |                        |
|                         | 888 - 961   | diverse huizen         |
| Berengarius I           | 888 - 889   | Unruochingen           |
| Guido                   | 889 - 894   | ?                      |
| Lambert                 | 892/4 - 896 | ?                      |
| Arnulf                  | 894 - 899   | Karolingen             |
| Berengarius I           | 896 - 901   | Unruochingen (opnieuw) |
| Lodewijk III de Blinde  | 901 - 902   | Bosoniden              |
| Berengarius I           | 905 - 924   | Unruochingen (opnieuw) |
| Rudolf                  | 922 - 926   | Welfen                 |
| Hugo                    | 926 - 945   | Bosoniden              |
| Lotharius II van Italië | 945 - 950   | Bosoniden              |
| Berengarius II          | 950 - 963   | Huis Ivrea             |
| Adelbert I van Ivrea    | 950 - 963   | Huis Ivrea             |

In 951 viel Otto I van Duitsland Italië binnen en maakte Berengarius II en Adelbert I tot vazallen. In 962 nam hij zelf de koningstitel op en werd het koninkrijk Italië opgenomen als een deel van het Heilige Roomse Rijk. Vanaf dan tot 1556 zou de Duitse keizer steeds ook de titel "koning van Italië" krijgen.

## Koningen (huis Bonaparte)
In 1805 stichtte Napoleon Bonaparte een koninkrijk Italië.
| Afbeelding | Naam               | Ambtsperiode |
| ---------- | ------------------ | ------------ |
|            | Napoleon Bonaparte | 1805 - 1814  |

## Koningen (huis Savoye)
In 1861 ontstond opnieuw een koninkrijk Italië.
| Monarch                     | Monarch                                                                                            | Regeringsperiode     | Echtgenote                          | Echtgenote |
| --------------------------- | -------------------------------------------------------------------------------------------------- | -------------------- | ----------------------------------- | ---------- |
|                             | Victor Emanuel II Vittorio Emanuele Maria Alberto Eugenio Ferdinando Tommaso di Savoia (1820–1878) | 1861 - 1878          | Adelheid van Oostenrijk (1822-1855) |            |
| Rosa Vercellana (1833-1885) | Victor Emanuel II Vittorio Emanuele Maria Alberto Eugenio Ferdinando Tommaso di Savoia (1820–1878) | 1861 - 1878          |                                     |            |
|                             | Umberto I Umberto Ranieri Carlo Emanuele Giovanni Maria Ferdinando Eugenio di Savoia (1844–1900)   | 1878 - 1900 Vermoord | Margaretha van Savoye (1851–1926)   |            |
|                             | Victor Emanuel III Vittorio Emanuele Ferdinando Maria Gennaro di Savoia (1869–1947)                | 1900 - 1946          | Helena van Montenegro (1873–1952)   |            |
|                             | Umberto II Umberto Nicola Tommaso Giovanni Maria di Savoia (1904–1983)                             | 1946                 | Marie José van België (1906–2001)   |            |